# Carlo Bofferding
Carlo Bofferding (* 16. Februar 1941 in Luxemburg) ist ein ehemaliger luxemburgischer Fußballspieler.
Bofferdings Heimatverein war Spora Luxemburg. Am 26. April 1964 wurde er beim Freundschaftsspiel der luxemburgischen Fußballnationalmannschaft gegen eine italienische Auswahl von Halbprofis (0:5) in der 60. Minute eingewechselt. Es blieb sein einziger Einsatz in der Nationalmannschaft.  